# Фаюмська оаза

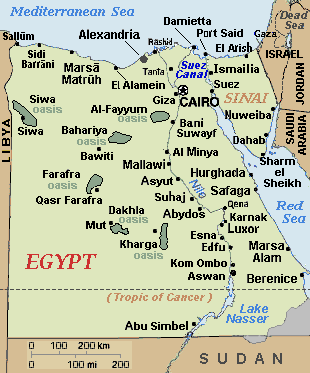
Розташування Фаюмської оази на мапі Єгипту

Фаюмська оаза — оаза на південний захід від Каїра. Центр — місто Фаюм. Відокремлена від долини Нілу пасмом пагорбів і пісками Лівійської пустелі. В геологічному плані є тектонічною западиною і розташована на 43 м нижче від рівня моря.
На відміну від типових оаз, які живляться підземними водами, Фаюмська живиться водою, що прямує каналом Бахр-Юсуф, який розпочинається в річці Ніл і закінчується в Мерідовому озері.
Розміри оази оцінюють в 1 270–1 700 км², з них на 1 000 км² ведеться сільськогосподарська діяльність. Вирощують здебільшого зернові культури, бавовну, інжир, виноград, оливки. Розвинене виробництво трояндової олії з місцевої сировини. Є пасовища для овець. Рибальство тиляпії та інших видів риб.

## Історія

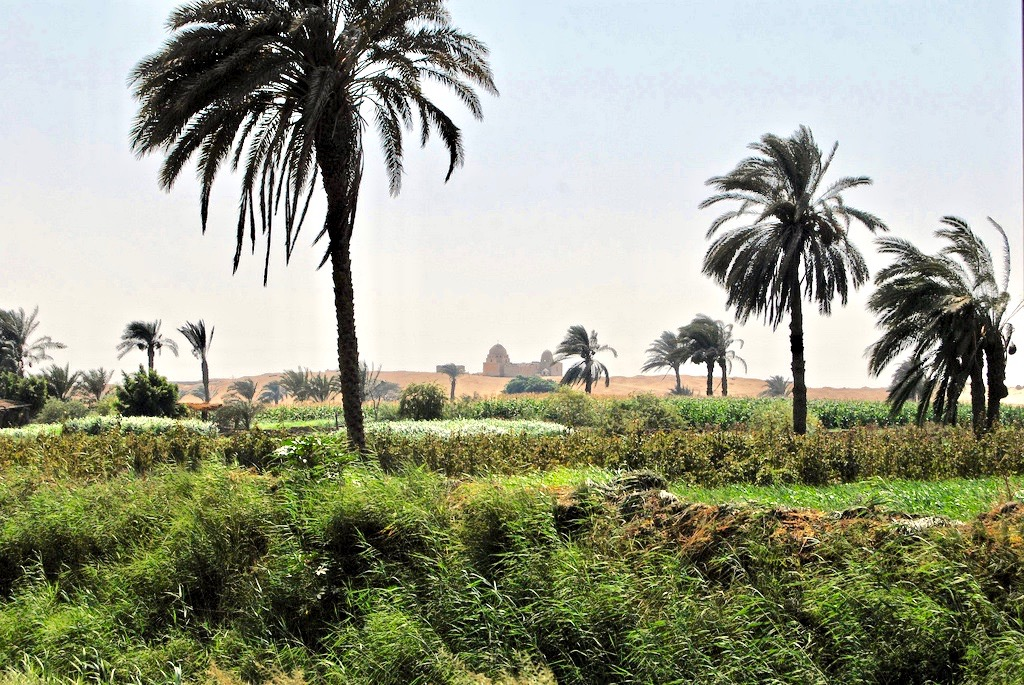
Вид Фаюмської оази (2008)

За часів Мессинської соленосної кризи, коли Середземне море майже висохло наприкінці міоцену, Фаюмська улоговина була сухою і Ніл плинув повз неї глибоким каньйоном. Після затоплення океаном Середземноморського басейну морська затока сягнула сучасного Асуана. Згодом море відступило, морська затока наповнилася мулом і стала долиною Нілу.
Врешті-решт улоговину долини Нілу замулило настільки високо, що дало змогу Нілу під час повені перетнути вододільне пасмо, яке відокремлює його від Фаюмської улоговини, і утворити в ній озеро. Перша письмова згадка про озеро датується приблизно 3000 до Р. Х., за часів Менеса. На колишніх берегах озера знайдено неолітичні поселення, а також місто Крокодилополь.
Місце виникнення культур Фаюм А та Фаюм В.
У 2300 до н. е. водний шлях з Нілу в природне озеро розширили та поглибили, утворений канал зараз відомий як Бахр-Юсеф. Цей канал, що прямує в озеро, служить трьом цілям: боротьбі з нільськими повенями, регулюванню рівня води в Нілі під час сухого сезону та збільшенню обсягів сільгоспвиробництва в околицях. Існує свідчення, що єгипетські фараони дванадцятої династії використовували природне озеро Фаюм як резервуар для зберігання надлишків води, яку використовували в посушливу пору. Проте, починаючи з 230 до н. е., озеро зазнає висихання.
Цікаві також результати археологічних і палеонтологічних розкопок на території Ель-Фаюм. Тут знайдені мумії, обличчя яких приховані добре збереженими похоронними масками — фаюмськими портретами, а в кар'єрах оази знайдено безліч решток еоценових і олігоценових тварин, від слонів і китів до приматів, кажанів і гризунів.